# Преданный садовник
«Пре́данный садо́вник» (англ. The Constant Gardener) — детективный триллер Фернандо Мейреллиша по одноимённому роману Джона ле Карре.
Некоторые сцены фильма были сняты в Кибере (трущобы в пригороде Найроби, Кения). Узнав об условиях в Кибере и Лойянгалани, создатели фильма основали благотворительный фонд, помогающий местным жителям.

## Сюжет
Дипломатический работник Джастин Куэйл (Рэйф Файнс) женится на Тесс (Рэйчел Вайс), с которой у него завязался случайный роман. Она сама предлагает ему жениться, как только узнаёт, что он поедет работать в Африку.
Тэсс — журналистка, пытающаяся доказать, что известные фармацевтические компании проводят испытания на африканских жителях разрабатывающихся лекарственных препаратов, большинство которых на стадии разработки имеют страшные побочные эффекты. В Африке, где она теперь живёт с мужем, Тэсс быстро находит единомышленника — доктора, который также не чужд вопросам, волнующим главную героиню.
На посольских приёмах она задаёт неудобные вопросы про испытания лекарственных препаратов, чем ставит мужа в несколько неудобное положение.
Тэсс свободно общается с африканцами и даже едет рожать в больницу для местных жителей, хотя муж не в восторге от такой идеи, ведь многие коренные жители больны, в том числе ВИЧ.
После трагических родов, закончившихся смертью ребёнка, Тэсс ещё глубже погружается в своё расследование об испытаниях и подходит совсем близко к правде. Она и доктор-единомышленник едут в другой город для получения неких нужных им данных, по дороге их жестоко убивают.
Муж Тэсс, который до этого момента просто ухаживал за своим садом и даже слушать толком не хотел об испытаниях на живых людях, теперь решает добраться до причины убийства жены.

## В ролях
| Актёр            | Роль                  |
| ---------------- | --------------------- |
| Рэйф Файнс       | Джастин Куэйл         |
| Рэйчел Вайс      | Тесса Куэйл           |
| Дэнни Хьюстон    | Сэнди Вудроу          |
| Хьюберт Кунд     | Арнольд Блум          |
| Даниель Хартфорд | Мириам                |
| Билл Найи        | Сэр Бернард Пеллегрин |
| Пит Постлетуэйт  | доктор Лорбер         |
| Кейт Пирсон      | Портер Коулридж       |
| Джон Сиби-Окуму  | Доктор Джошуа Нгаба   |
| Дональд Самптер  | Тим Донохью           |

## Награды
Фильм принял участие в ряде конкурсов и фестивалей. В целом он был воспринят критиками достаточно положительно — в различных премиях картина была представлена в более чем 30 номинациях, завоевав более 10 наград.
- В 2006 году лента была представлена на вручении премии «Золотой глобус» в номинациях «Лучший фильм», «Лучший режиссёр» и «Лучшая актриса второго плана», последняя из которых оказалась победной: награду получила Рэйчел Вайс.
- На церемонии вручения премии Американской академии киноискусства «Оскар» в 2006 году фильм был представлен в четырёх номинациях: «Лучшая актриса второго плана», «Лучший монтаж», «Лучшая музыка», «Лучший адаптированный сценарий». Награду получила только Рэйчел Вайс за лучшую женскую роль второго плана.
- Фернандо Мейреллес получил премию ALMA 2006 года за режиссёрскую работу в фильме.
- В 2006 году фильм получил премию Британской киноакадемии за лучший монтаж (Клэр Симпсон), а также был номинирован ещё в 9 категориях: за лучший фильм, лучший британский фильм (премия имени Александра Корды), режиссуру (премия имени Дэвида Лина), адаптированный сценарий, мужскую и женскую главные роли, операторскую работу, звук и музыку (премия имени Энтони Эсквита).
- Альберто Иглесиас получил приз за лучшую музыку к фильму (Prix France Musique) на Каннском кинофестивале 2006 года.
- В 2005 году фильм был номинирован на премию Screen International Award Европейской киноакадемии.
- Фильм был номинирован на премию «Гойя» 2006 года за лучший зарубежный фильм.
- Рэйчел Вайс получила премию Гильдии киноактёров США 2006 года за лучшую женскую роль второго плана.
- В 2005 году фильм был номинирован на главный приз Венецианского кинофестиваля.